# Cybulino (powiat koszaliński)
Cybulino (do 1945 niem. Zeblin) – wieś w Polsce położona w województwie zachodniopomorskim, w powiecie koszalińskim, w gminie Bobolice. Miejscowość wchodzi w skład sołectwa Kurowo.
W latach 1975–1998 miejscowość położona była w województwie koszalińskim. Ok. 0,8 km na wschód znajdują się Bycze Góry.
Do XVI wieku wieś stanowiła lenno rodu Knuth (lub Knutten), następnie do XVIII Cybulino stanowiło dobra rycerskie i było własnością rodziny von Kleist, w 1630 właścicielem był Jurgen von Kleist. 7 marca 1715 urodził się tu poeta Ewald Christian von Kleist. Od 1756 właścicielem był Mathias Reimar von Kleist, w 1765 majątek został sprzedany H.P. von Homboldowi, w 1780 wieś składała się z pałacu, folwarku, młyna wodnego, dziesięciu rolników, trzech chałupników, kuźni i karczmy. W 1879 dokonano znaczącej przebudowy budynku pałacowego, otrzymał wówczas obecną formę. 
W 1945 Armia Czerwona całkowicie ograbiła pałac i kaplicę, pozostały jedynie oryginalne XVI-wieczne drzwi do kaplicy, które obecnie znajdują się w koszalińskim muzeum.

## Zabytki i obiekty historyczne
Osiemnastowieczny kompleks pałacowo-parkowy (rej. zabytków: nr rej.: 963 z 25.03.1977):
- pałac późnoklasycystyczny z 1750 (przebudowany w 1879) wybudowany na planie prostokąta, posiada piętro, nakryty dwuspadowym dachem. Fasada dziewięcioosiowa, w centralnej części trójosiowy ryzalit zwieńczony trójkątnym naczółkiem. Widoczny taras wsparty na kolumnach;
- park krajobrazowy o powierzchni 5,62 ha, na jego terenie ruiny kaplicy grobowej rodziny von Kleist wybudowanej w 1662.

Obecnie pałac należy do prywatnych właścicieli, którzy odrestaurowali obiekt.